# 溪岸图
《溪岸图》传为南唐画家董源所作的绢本浅设色山水画，描绘江南溪岸之景，是中国“巨碑式”山水传统最重要的作品之一。该画现藏于美国大都会艺术博物馆，有“中国的蒙娜丽莎”之称。

## 收藏经过
根据画上印章，《溪岸图》最初由南唐内府而入宋内府。后曾由南宋贾似道，元代赵孟頫、柯九思等收藏。明初时入藏洪武内府，后去向不明。
1938年，徐悲鸿于桂林购得《溪岸图》，同年张大千向其借观该画作后久未归还。1944年，张大千托好友张目寒将清代画家金农《风雨归舟图》赠与徐悲鸿以交换《溪岸图》。1949年张大千将其带到海外，藏于其大风堂中。1968年转让给好友、收藏家王季迁。1997年，纽约大都会博物馆董事唐骝千出资从王季迁手中买下了其所收藏的《溪岸图》等12件中国古代画作，并寄藏于大都会博物馆。2017年，唐骝千正式将此画捐赠给大都会博物馆永久收藏。
《溪岸图》曾于2006年在台湾国立故宫博物院与范宽《谿山行旅图》、郭熙《早春图》一同展出，后又于2012年在上海博物馆展出。

## 争议
1997年大都会博物馆收藏《溪岸图》后不久，美国专研中国画的艺术史学家高居翰提出此画并非董源真迹，而是张大千伪作，称“此画是张大千最成功的欺世之作”。此论一出引起强烈反响。为此，大都会博物馆于1999年12月举办了一场国际学术研讨会对《溪岸图》真伪作了专题讨论，后出版会议论文集《中国画的真伪问题》（Issues of Authenticity in Chinese Painting）。高居翰与日本学者古原宏伸、原克利夫兰艺术博物馆馆长李雪曼等主张该画为张大千伪作，而大都会博物馆亚洲艺术部主任方闻，国立台湾大学艺术史研究所所长、后来曾任国立故宫博物院院长的台湾学者石守谦，耶鲁大学中国艺术史学者班宗华（Richard Barnhart），中国著名书法家启功，北京故宫博物院研究员徐邦达等皆反对该说法。不过其中启功、徐邦达等认为该画可能不是董源作品，而是一幅北宋绘画。班宗华的学生、后来担任大都会亚洲艺术部主任的何慕文（Maxwell Hearn）则通过X射线等现代科技对《溪岸图》的材质等作了检测，并与公认的张大千伪作进行对照研究，以证明《溪岸图》确为古画。上海美术馆副馆长丁羲元提供了徐悲鸿当年给友人的书信等原始记录，但高居翰认为张大千、徐悲鸿、谢稚柳、丁羲元一同伪造了《溪岸图》的收藏史。
2012年《溪岸图》借至上海博物馆展览其间，上博举办了“翰墨荟萃——图像与艺术史国际学术研讨会”。丁羲元与上海书画院院长陈佩秋（谢稚柳夫人）、浙江大学学者谈晟广等在会上作报告，皆认为该画为董源真迹。丁羲元还考证画中一家四口是南唐中主李璟一家。